# Profil podłużny rzeki
Profil podłużny rzeki (krzywa erozyjna) – profil podłużny koryta rzeki przedstawiający zróżnicowanie jego spadku wzdłuż biegu rzeki. Początek i najwyższy punkt krzywej erozyjnej stanowi miejsce, w którym bierze początek rzeka, najniższy, końcowy punkt odpowiada wysokości bezwzględnej ujścia rzeki do morza, jeziora lub rzeki głównej. 
Najniższy punkt profilu wyznacza absolutną lub dolną bazę erozyjną.
O kształcie profilu decydują: rodzaj i intensywność procesów zachodzących w korycie rzeki.